# Lista de vencedoras do Women's Prize for Fiction
O Women's Prize for Fiction (anteriormente chamado Orange Prize for Fiction (1996–2006 & 2009–12), Orange Broadband Prize for Fiction (2007–2008) e Baileys Women's Prize for Fiction (2014–2017) é um dos prêmios literártios mais prestigiosos do Reino Unido. Eles são concedidos anualmente a uma autora de qualquer nacionalidade pelo melhor romance completo original escrito em inglês e publicado no Reino Unido no ano anterior.

## Vencedoras e finalistas

### década de 1990
| Year | Author             | Title                         | Result    | Ref.        |
| ---- | ------------------ | ----------------------------- | --------- | ----------- |
| 1996 | Helen Dunmore      | A Spell of Winter             | Vencedora | [ 5 ]       |
| 1996 | Julia Blackburn    | The Book of Colour            | Finalista |             |
| 1996 | Pagan Kennedy      | Spinsters                     | Finalista |             |
| 1996 | Amy Tan            | The Hundred Secret Senses     | Finalista |             |
| 1996 | Anne Tyler         | Ladder of Years               | Finalista |             |
| 1996 | Marianne Wiggins   | Eveless Eden                  | Finalista |             |
| 1997 | Anne Michaels      | Fugitive Pieces               | Vencedora | [ 6 ] [ 7 ] |
| 1997 | Margaret Atwood    | Alias Grace                   | Finalista | [ 7 ]       |
| 1997 | Deirdre Madden     | One by One in the Darkness    | Finalista | [ 7 ]       |
| 1997 | Jane Mendelsohn    | I Was Amelia Earhart          | Finalista | [ 7 ]       |
| 1997 | Annie Proulx       | Accordion Crimes              | Finalista | [ 7 ]       |
| 1997 | Manda Scott        | Hen's Teeth                   | Finalista | [ 7 ]       |
| 1998 | Carol Shields      | Larry's Party                 | Vencedora | [ 8 ] [ 9 ] |
| 1998 | Kirsten Bakis      | Lives of the Monster Dogs     | Finalista | [ 9 ]       |
| 1998 | Pauline Melville   | The Ventriloquist's Tale      | Finalista | [ 9 ]       |
| 1998 | Ann Patchett       | The Magician's Assistant      | Finalista | [ 9 ]       |
| 1998 | Deirdre Purcell    | Love Like Hate Adore          | Finalista | [ 9 ]       |
| 1998 | Anita Shreve       | The Weight of Water           | Finalista | [ 9 ]       |
| 1999 | Suzanne Berne      | A Crime in the Neighborhood   | Vencedora | [ 10 ]      |
| 1999 | Julia Blackburn    | The Leper's Companions        | Finalista | [ 11 ]      |
| 1999 | Marilyn Bowering   | Visible Worlds                | Finalista | [ 11 ]      |
| 1999 | Jane Hamilton      | The Short History of a Prince | Finalista | [ 11 ]      |
| 1999 | Barbara Kingsolver | The Poisonwood Bible          | Finalista | [ 11 ]      |
| 1999 | Toni Morrison      | Paradise                      | Finalista | [ 11 ]      |

### anos 2000
| Year | Author                   | Title                                           | Result    | Ref.                |
| ---- | ------------------------ | ----------------------------------------------- | --------- | ------------------- |
| 2000 | Linda Grant              | When I Lived in Modern Times                    | Vencedora | [ 12 ] [ 13 ]       |
| 2000 | Judy Budnitz             | If I Told You Once                              | Finalista | [ 13 ]              |
| 2000 | Éilís Ní Dhuibhne        | The Dancers Dancing                             | Finalista | [ 13 ]              |
| 2000 | Zadie Smith              | White Teeth                                     | Finalista | [ 13 ]              |
| 2000 | Elizabeth Strout         | Amy and Isabelle                                | Finalista | [ 13 ]              |
| 2000 | Rebecca Wells            | Divine Secrets of the Ya-Ya Sisterhood          | Finalista | [ 13 ]              |
| 2001 | Kate Grenville           | The Idea of Perfection                          | Vencedora | [ 14 ] [ 15 ]       |
| 2001 | Margaret Atwood          | The Blind Assassin                              | Finalista | [ 14 ] [ 15 ]       |
| 2001 | Jill Dawson              | Fred &amp; Edie                                 | Finalista |                     |
| 2001 | Rosina Lippi             | Homestead                                       | Finalista |                     |
| 2001 | Jane Smiley              | Horse Heaven                                    | Finalista |                     |
| 2001 | Ali Smith                | Hotel World                                     | Finalista |                     |
| 2002 | Ann Patchett             | Bel Canto                                       | Vencedora | [ 16 ]              |
| 2002 | Anna Burns               | No Bones                                        | Finalista |                     |
| 2002 | Helen Dunmore            | The Siege                                       | Finalista |                     |
| 2002 | Maggie Gee               | The White Family                                | Finalista |                     |
| 2002 | Chloe Hooper             | A Child's Book of True Crime                    | Finalista |                     |
| 2002 | Sarah Waters             | Fingersmith                                     | Finalista |                     |
| 2003 | Valerie Martin           | Property                                        | Vencedora | [ 8 ]               |
| 2003 | Anne Donovan             | Buddha Da                                       | Finalista |                     |
| 2003 | Shena Mackay             | Heligoland                                      | Finalista |                     |
| 2003 | Carol Shields            | Unless                                          | Finalista |                     |
| 2003 | Zadie Smith              | The Autograph Man                               | Finalista |                     |
| 2003 | Donna Tartt              | The Little Friend                               | Finalista |                     |
| 2004 | Andrea Levy              | Small Island                                    | Vencedora | [ 17 ] [ 18 ]       |
| 2004 | Chimamanda Ngozi Adichie | Purple Hibiscus                                 | Finalista |                     |
| 2004 | Margaret Atwood          | Oryx and Crake                                  | Finalista |                     |
| 2004 | Shirley Hazzard          | The Great Fire                                  | Finalista |                     |
| 2004 | Gillian Slovo            | Ice Road                                        | Finalista |                     |
| 2004 | Rose Tremain             | The Colour                                      | Finalista |                     |
| 2005 | Lionel Shriver           | Precisamos Falar sobre o Kevin                  | Vencedora | [ 2 ] [ 19 ] [ 20 ] |
| 2005 | Joolz Denby              | Billie Morgan                                   | Finalista | [ 19 ]              |
| 2005 | Jane Gardam              | Old Filth                                       | Finalista | [ 19 ]              |
| 2005 | Sheri Holman             | The Mammoth Cheese                              | Finalista | [ 19 ]              |
| 2005 | Marina Lewycka           | A Short History of Tractors in Ukrainian        | Finalista | [ 19 ]              |
| 2005 | Maile Meloy              | Liars and Saints                                | Finalista | [ 19 ]              |
| 2006 | Zadie Smith              | On Beauty                                       | Vencedora | [ 21 ]              |
| 2006 | Nicole Krauss            | The History of Love                             | Finalista | [ 21 ]              |
| 2006 | Hilary Mantel            | Beyond Black                                    | Finalista |                     |
| 2006 | Ali Smith                | The Accidental                                  | Finalista |                     |
| 2006 | Carrie Tiffany           | Everyman's Rules for Scientific Living          | Finalista | [ 21 ]              |
| 2006 | Sarah Waters             | The Night Watch                                 | Finalista |                     |
| 2007 | Chimamanda Ngozi Adichie | Meio Sol Amarelo                                | Vencedora | [ 22 ]              |
| 2007 | Rachel Cusk              | Arlington Park                                  | Finalista |                     |
| 2007 | Kiran Desai              | The Inheritance of Loss                         | Finalista |                     |
| 2007 | Xiaolu Guo               | A Concise Chinese-English Dictionary for Lovers | Finalista |                     |
| 2007 | Jane Harris              | The Observations                                | Finalista |                     |
| 2007 | Anne Tyler               | Digging to America                              | Finalista |                     |
| 2008 | Rose Tremain             | The Road Home                                   | Vencedora | [ 23 ] [ 24 ]       |
| 2008 | Nancy Huston             | Fault Lines                                     | Finalista |                     |
| 2008 | Sadie Jones              | The Outcast                                     | Finalista |                     |
| 2008 | Charlotte Mendelson      | When We Were Bad                                | Finalista |                     |
| 2008 | Heather O'Neill          | Lullabies for Little Criminals                  | Finalista |                     |
| 2008 | Patricia Wood            | Lottery                                         | Finalista |                     |
| 2009 | Marilynne Robinson       | Home                                            | Vencedora | [ 25 ]              |
| 2009 | Ellen Feldman            | Scottsboro                                      | Finalista | [ 25 ] [ 26 ]       |
| 2009 | Samantha Harvey          | The Wilderness                                  | Finalista | [ 25 ] [ 26 ]       |
| 2009 | Samantha Hunt            | The Invention of Everything Else                | Finalista | [ 25 ] [ 26 ]       |
| 2009 | Deirdre Madden           | Molly Fox's Birthday                            | Finalista | [ 25 ] [ 26 ]       |
| 2009 | Kamila Shamsie           | Burnt Shadows                                   | Finalista | [ 25 ] [ 26 ]       |

### anos 2010
| Year | Author                   | Title                                                        | Result    | Ref.          |
| ---- | ------------------------ | ------------------------------------------------------------ | --------- | ------------- |
| 2010 | Barbara Kingsolver       | The Lacuna                                                   | Vencedora | [ 27 ]        |
| 2010 | Rosie Alison             | The Very Thought of You                                      | Finalista | [ 27 ]        |
| 2010 | Attica Locke             | Black Water Rising                                           | Finalista | [ 27 ]        |
| 2010 | Hilary Mantel            | Wolf Hall                                                    | Finalista | [ 27 ]        |
| 2010 | Lorrie Moore             | A Gate at the Stairs                                         | Finalista | [ 27 ]        |
| 2010 | Monique Roffey           | The White Woman on the Green Bicycle                         | Finalista | [ 27 ]        |
| 2011 | Téa Obreht               | The Tiger's Wife                                             | Vencedora | [ 28 ]        |
| 2011 | Emma Donoghue            | Room                                                         | Finalista | [ 29 ] [ 28 ] |
| 2011 | Aminatta Forna           | The Memory of Love                                           | Finalista | [ 29 ] [ 28 ] |
| 2011 | Emma Henderson           | Grace Williams Says it Loud                                  | Finalista | [ 29 ] [ 28 ] |
| 2011 | Nicole Krauss            | Great House                                                  | Finalista | [ 29 ] [ 28 ] |
| 2011 | Kathleen Winter          | Annabel                                                      | Finalista | [ 29 ] [ 28 ] |
| 2012 | Madeline Miller          | A Canção de Aquiles                                          | Vencedora | [ 30 ]        |
| 2012 | Esi Edugyan              | Half-Blood Blues                                             | Finalista | [ 30 ] [ 31 ] |
| 2012 | Anne Enright             | The Forgotten Waltz                                          | Finalista | [ 30 ] [ 31 ] |
| 2012 | Georgina Harding         | Painter of Silence                                           | Finalista | [ 30 ] [ 31 ] |
| 2012 | Cynthia Ozick            | Foreign Bodies                                               | Finalista | [ 30 ] [ 31 ] |
| 2012 | Ann Patchett             | State of Wonder                                              | Finalista | [ 30 ] [ 31 ] |
| 2013 | A. M. Homes              | May We Be Forgiven                                           | Vencedora | [ 32 ]        |
| 2013 | Kate Atkinson            | Life After Life                                              | Finalista |               |
| 2013 | Barbara Kingsolver       | Flight Behaviour                                             | Finalista |               |
| 2013 | Hilary Mantel            | Bring Up the Bodies                                          | Finalista |               |
| 2013 | Maria Semple             | Where'd You Go, Bernadette                                   | Finalista |               |
| 2013 | Zadie Smith              | NW                                                           | Finalista |               |
| 2014 | Eimear McBride           | A Girl Is a Half-formed Thing                                | Vencedora | [ 33 ]        |
| 2014 | Chimamanda Ngozi Adichie | Americanah                                                   | Finalista | [ 34 ]        |
| 2014 | Hannah Kent              | Burial Rites                                                 | Finalista | [ 34 ]        |
| 2014 | Jhumpa Lahiri            | The Lowland                                                  | Finalista | [ 34 ]        |
| 2014 | Audrey Magee             | The Undertaking                                              | Finalista | [ 34 ]        |
| 2014 | Donna Tartt              | The Goldfinch                                                | Finalista | [ 34 ]        |
| 2015 | Ali Smith                | How to Be Both                                               | Vencedora | [ 35 ] [ 36 ] |
| 2015 | Rachel Cusk              | Outline                                                      | Finalista | [ 35 ] [ 36 ] |
| 2015 | Laline Paull             | The Bees                                                     | Finalista | [ 35 ] [ 36 ] |
| 2015 | Kamila Shamsie           | A God in Every Stone                                         | Finalista | [ 35 ] [ 36 ] |
| 2015 | Anne Tyler               | A Spool of Blue Thread                                       | Finalista | [ 35 ] [ 36 ] |
| 2015 | Sarah Waters             | The Paying Guests                                            | Finalista | [ 35 ] [ 36 ] |
| 2016 | Lisa McInerney           | The Glorious Heresies                                        | Vencedora | [ 37 ]        |
| 2016 | Cynthia Bond             | Ruby                                                         | Finalista |               |
| 2016 | Anne Enright             | The Green Road                                               | Finalista |               |
| 2016 | Elizabeth McKenzie       | The Portable Veblen                                          | Finalista |               |
| 2016 | Hannah Mary Rothschild   | The Improbability of Love                                    | Finalista |               |
| 2016 | Hanya Yangihara          | A Little Life                                                | Finalista |               |
| 2017 | Naomi Alderman           | The Power                                                    | Vencedora | [ 38 ]        |
| 2017 | Ayobami Adebayo          | Stay With Me                                                 | Finalista | [ 39 ]        |
| 2017 | Linda Grant              | The Dark Circle                                              | Finalista | [ 39 ]        |
| 2017 | C. E. Morgan             | The Sport of Kings                                           | Finalista | [ 39 ]        |
| 2017 | Gwendoline Riley         | First Love                                                   | Finalista | [ 39 ]        |
| 2017 | Madeleine Thien          | Do Not Say We Have Nothing                                   | Finalista | [ 39 ]        |
| 2018 | Kamila Shamsie           | Home Fire                                                    | Vencedora | [ 40 ]        |
| 2018 | Elif Batuman             | The Idiot                                                    | Finalista | [ 41 ]        |
| 2018 | Imogen Hermes Gowar      | The Mermaid and Mrs. Hancock                                 | Finalista | [ 41 ]        |
| 2018 | Jessie Greengrass        | Sight                                                        | Finalista | [ 41 ]        |
| 2018 | Meena Kandasamy          | When I hit you: or, a Portrait of the Writer as a Young Wife | Finalista | [ 41 ]        |
| 2018 | Jesmyn Ward              | Sing, Unburied, Sing                                         | Finalista | [ 41 ]        |
| 2019 | Tayari Jones             | An American Marriage                                         | Vencedora |               |
| 2019 | Pat Barker               | The Silence of the Girls                                     | Finalista | [ 42 ]        |
| 2019 | Oyinkan Braithwaite      | My Sister, the Serial Killer                                 | Finalista | [ 42 ]        |
| 2019 | Anna Burns               | Milkman                                                      | Finalista | [ 42 ]        |
| 2019 | Diana Evans              | Ordinary People                                              | Finalista | [ 42 ]        |
| 2019 | Madeline Miller          | Circe                                                        | Finalista | [ 42 ]        |

### Década de 2020
| Year | Author              | Title                                     | Result    | Ref.   |
| ---- | ------------------- | ----------------------------------------- | --------- | ------ |
| 2020 | Maggie O'Farrell    | Hamnet                                    | Winner    | [ 43 ] |
| 2020 | Angie Cruz          | Dominicana                                | Finalista |        |
| 2020 | Bernardine Evaristo | Girl, Woman, Other                        | Finalista |        |
| 2020 | Natalie Haynes      | A Thousand Ships                          | Finalista |        |
| 2020 | Hilary Mantel       | The Mirror and the Light                  | Finalista |        |
| 2020 | Jenny Offill        | Weather                                   | Finalista |        |
| 2021 | Susanna Clarke      | Piranesi                                  | Winner    | [ 44 ] |
| 2021 | Brit Bennett        | The Vanishing Half                        | Finalista | [ 45 ] |
| 2021 | Claire Fuller       | Unsettled Ground                          | Finalista | [ 45 ] |
| 2021 | Yaa Gyasi           | Transcendent Kingdom                      | Finalista | [ 45 ] |
| 2021 | Cherie Jones        | How the One-Armed Sister Sweeps Her House | Finalista | [ 45 ] |
| 2021 | Patricia Lockwood   | No One Is Talking About This              | Finalista | [ 45 ] |
| 2022 | Ruth Ozeki          | The Book of Form and Emptiness            | Winner    | [ 46 ] |
| 2022 | Lisa Allen-Agostini | The Bread the Devil Knead                 | Finalista | [ 47 ] |
| 2022 | Louise Erdrich      | The Sentence                              | Finalista | [ 47 ] |
| 2022 | Meg Mason           | Sorrow and Bliss                          | Finalista | [ 47 ] |
| 2022 | Elif Shafak         | The Island of Missing Trees               | Finalista | [ 47 ] |
| 2022 | Maggie Shipstead    | Great Circle                              | Finalista | [ 47 ] |
| 2022 | Morowa Yejidé       | Creatures of Passage                      | Finalista | [ 47 ] |